# Hoya kloppenburgii
Hoya kloppenburgii är en oleanderväxtart som beskrevs av T.Green. Hoya kloppenburgii ingår i släktet Hoya och familjen oleanderväxter. Inga underarter finns listade i Catalogue of Life.